# 塔察儿 (丞相)
塔察儿（1233年—？），元朝丞相，蒙古族人。
他的父亲在蒙哥时为千户长，中统二年（1261年），为中书平章政事，率领武卫军一万人随世祖北征，在昔木土脑儿大胜阿里不哥。和右三部尚书怯烈门、平章政事赵璧率军追击阿里不哥。中统四年（1263年），任中书左丞相，后为中书右丞相。至元五年（1268年），设立御史台，他为第一任御史大夫，元世祖让他直言无隐。至元七年（1269年），奉命同知枢密院事。